# Lijst van voetbalinterlands Tsjecho-Slowakije - Uruguay
Deze lijst van voetbalinterlands is een overzicht van alle officiële voetbalwedstrijden tussen de nationale teams van Tsjecho-Slowakije en Uruguay. De landen speelden drie keer tegen elkaar. De eerste ontmoeting, een groepswedstrijd tijdens het Wereldkampioenschap voetbal 1954, werd gespeeld in Bern (Zwitserland) op 16 juni 1954. Het laatste duel, een vriendschappelijke wedstrijd, vond plaats op 22 april 1962 in Praag.

## Wedstrijden
| № | Plaats     | Datum            | Competitie        | Wedstrijd                   | Uitslag |
| - | ---------- | ---------------- | ----------------- | --------------------------- | ------- |
| 1 | Bern       | 16 juni 1954     | WK 1954           | Tsjecho-Slowakije – Uruguay | 0 – 2   |
| 2 | Montevideo | 12 augustus 1956 | Vriendschappelijk | Uruguay – Tsjecho-Slowakije | 2 – 1   |
| 3 | Praag      | 22 april 1962    | Vriendschappelijk | Tsjecho-Slowakije – Uruguay | 3 – 1   |

## Samenvatting
| Competitie        | Totaal gespeeld | Winst Tsjecho-Slowakije | Gelijk | Winst Uruguay | Doelsaldo Tsjecho-Slowakije – Uruguay |
| ----------------- | --------------- | ----------------------- | ------ | ------------- | ------------------------------------- |
| WK-eindronde      | 1               | 0                       | 0      | 1             | 0 − 2                                 |
| Vriendschappelijk | 2               | 1                       | 0      | 1             | 4 − 3                                 |
| Totaal            | 3               | 1                       | 0      | 2             | 4 − 5                                 |